# حصن العنبري (مودية)

تعديل مصدري - تعديل

حصن العنبري هي إحدى قرى عزلة مودية بمديرية مودية التابعة لمحافظة أبين، بلغ تعداد سكانها 29 نسمة حسب تعداد اليمن لعام 2004.